# 石上ひなの
石上 ひなの（いしがみ ひなの、2005年7月26日 - ）は、日本の子役、タレント、アイドル。神奈川県出身。サンミュージックプロダクション所属。旧芸名は浜崎 ひなの。
身長152cm。血液型O型。趣味は人形遊び、読書。特技は新体操、バトン、ピアノ  、巫女の舞。
姉の石上まひなと共にアイドルグループ「@SunCafe」のメンバーとして活動していた。

## 出演作品

### テレビドラマ
- 相棒 Season12 第9話（2013年、テレビ朝日） - 小西皆子（幼少期） 役
- 刑事7人 第1話（2015年、テレビ朝日） - 小島あきこ 役
- 水曜ミステリー9 共犯 元刑事・永井耕作の誘拐捜査（2016年、テレビ東京）※ノンクレジット[4]
- 木曜劇場 Chef〜三ツ星の給食〜（2016年、フジテレビ） - 5年1組生徒 役
- 連続ドラマW ヒポクラテスの誓い 第1話（2016年、WOWOW）
- 金曜ドラマ（TBS）
  - ハロー張りネズミ 第1話（2017年） - オーディションの子供 役
  - キワドい2人-K2-池袋署刑事課 神崎・黒木 第1話（2020年）
- ウルトラマンジード 第16、17話（2017年、テレビ東京） - 佐倉藤子 役
- 金曜ナイトドラマ 重要参考人探偵 第2話（2017年、テレビ朝日）
- Re:フォロワー（2019年、ABC） - 雪谷美奈（幼少期） 役
- ポリス×戦士 ラブパトリーナ! 第10話（2020年、テレビ東京） - 大月ひなの 役

### テレビ番組
- カキューン!!『ハライチのペライチ〜思いつき企画をムチャ振りしたらこうなりました〜』（2011年、関西テレビ）
- 中居正広の金曜日のスマたちへ（TBS）
  - 「はなちゃんのみそ汁」（2012年） - 安武はな 役
  - （2013年） - すみれ（幼少期）
  - （2014年） - 西川史子（幼少期）
- ワラッチャオ!（2013年 - 2017年、NHK BSプレミアム）
- 小島よしおのOH!パッピーな休日in静岡（2015年、静岡朝日テレビ）
- ピラメキーノ640『コドモ-1GP』（2015年、テレビ東京）
- キスマイ魔ジック（2015年12月2日、2016年2月3日、テレビ朝日）
- ポチっと発明 ピカちんキット（2018年 - 2020年、テレビ東京） - ひなのちゃん

### 配信ドラマ
- フジコ 第1、2話（2015年、J:COM）

### 映画
- 振り子（2015年、よしもとクリエイティブ・エージェンシー）
- スプリング、ハズ、カム（2017年、エレファントハウス）

### CM
- J:COM×au・auスマートバリュー（2013年）
- 花王・ワイドハイターEXパワー（2013年）
- バンダイ
  - 光るパジャマ（2014年）
  - 光るパジャマDX「春夏篇」（2014年）
  - 魔法つかいプリキュア!
    - 「リンクルステッキ」（2016年）
    - 「おしゃべり変身モフルン」（2016年）
- 日本マクドナルド
  - 「FIFA World Cupキャンペーン」（2014年）
  - ハッピーセット「おでかけオシャレSHOT!」篇（2015年）
- 東京都医師会インフォマーシャル（2015年）
- 東北電力「ひとつひとつ電気のために篇」（2015年）
- バンダイナムコエンターテインメント・ニンテンドー3DSソフト「Go!プリンセスプリキュア シュガー王国と6人のプリンセス!」」（2015年）
- ハウス食品・とんがりコーン「みんなでトリックorとんがり篇」（2015年）
- アイカツ!おでかけオシャレSHOT

### 雑誌
- アスキー・メディアワークス・「キャラぱふぇプチ」vol.1（2011年）
- 角川マガジンズ（2012年）
  - 「ファミリーウォーカー春号」
  - 「ハイウェイウォーカー」
- ティンカーベル・「autumn&winter2012カタログ」（2012年）
- ブティック社・「おゆうぎ会の服とこもの」（2012年）
- アイメディア・「着物に似合うアップスタイル」（2012年）

### 広告
- セブン&アイ・ホールディングス・イトーヨーカ堂折り込み広告、店頭ポスター（2012年）
- ジャパネットたかた・Nikonデジカメ（2013年）
- イオン「七五三広告」（2013年）
- スタジオアリス「Aniversa」（2014年）

### カタログ
- 住友林業・スマートラボ（2012年）
- ベネッセコーポレーション・進研ゼミ小学講座（2013年）

### WEB
- 花王・メリット「泡で出てくるシャンプーキッズ」 激論TV（2015年）
- IKEA「この心地よさを、みんなに。ソファ篇」webCM（2015年）

### イベント
- 代官山コレクション（2012年）